# Једанаеста македонска ударна бригада
Једанаеста македонска ударна бригада НОВЈ формирана је 27. августа 1944. године у селу Пелинцу код Куманова од 370 новопридошлих бораца из Куманова, Криве Паланке и Кратова.
При формирању имала је три батаљона са 432 борца. Значајније борбе водила је 30/31. августа приликом напада на железничку станицу Глишић код Куманова; код Беровоа 2. септембра; у нападу на бугарску посаду у селу Страцину 5. септембра; приликом ослобођења Кратова 9. септембра; разоружавање бугарске дивизије код Довезенца 10. септембра,дуж комуникације Скопље—Велес са немачким колонама које су биле у повлачењу из Грчке у току септембра и првој половини октобра 1944. Половином октобра 1944. Бригада је расформнирана и њено људство ушло је у састав Првог и Другог кумановског батаљона Треће македонске НОУ бригаде, док је Трећи кратовски батаљон распоређен самостално на подручју Светог Николе. У Тиквешу је 3. октобра 1944, такође, формирана 11. македонска бригада од људства 19. допунске бригаде 41. дивизије, тако да су краће време постојале две бригаде с истим именом. При формирању Бригада је имала три батаљона са око 600 бораца. До 6. децембра била је у саставу 41. дивизије, а потом под командом 49. дивизије НОВЈ. У октобру је водила честе борбе дуж комуникације Прилеп—Градско и Градско—Демир-Капија, нападајући немачке колоне које су се повлачиле преко Прилепа и Градског у правцу Скопља. У тим борбама, заједно са 9. македонском бригадом, имала је знатног успеха. Учествовала је у ослобођењу Неготина 23. октобра, а од 29. октобра до 2. новембра у борбама за ослобођење Прилепа, затварајући правац Прилеп—Градско код Плетвара. У току 6. и 7. новембра водила је борбу са Немцима код моста на Црној реци у близини Криволака, а од 15. до 18. новембра учествовала у борбама за коначно ослобођење Кичева и Гостивара. Одликована Орден заслуга за народ са златном звездом.